# Acentroscelus singularis
Acentroscelus singularis es una especie de araña cangrejo del género Acentroscelus, familia Thomisidae. Fue descrita científicamente por Mello-Leitão en 1940.

## Distribución
Esta especie se encuentra en Guyana.

## Tratamiento taxonómico
La especie aparece registrada y publicada en Spiders of the Guiana forest collected by O. W. Richards. Arquivos de Zoologia do Estado de Sao Paulo 2: 175–197.